# Vikariatsmünzen
Vikariatsmünzen (auch Vikariats-Taler) sind Münzen, die von einigen Kurfürsten (Pfalz, Sachsen und Bayern) nach dem Tod eines Kaisers und bis zur Wahl des nachfolgenden Kaisers in Erinnerung an dieses Ereignis geprägt wurden. Die pfälzischen und bayerischen Vikariatsmünzen sind meistens Dukaten, Taler und Halbtaler, in Sachsen wurden aber auch kleinere Werte bis hinab zum Groschen geprägt. Nach dem Tod Kaiser Leopolds II. 1792 wurden von Sachsen und Bayern die letzten Vikariatsmünzen geprägt. Für die einzelnen Münzen siehe Vikariatsmünzen (Sachsen) und Vikariatsmünzen (Pfalz und Bayern).